# 開曼群島
19°33′44.56″N 80°34′55.09″W / 19.5623778°N 80.5819694°W
开曼群岛（英語： /ˈkeɪmən/或/keɪˈmæn/），有時也譯為凯门群島或蓋曼群島，是英国在美洲加勒比海西印度群岛的一块海外属地，由大開曼、小开曼和開曼布拉克3个岛屿组成。開曼群島是世界第四大离岸金融中心，並是著名的潜水勝地。

## 历史
开曼群岛上並沒有原住民。克里斯托弗·哥伦布在他对新大陸的第四次探险时，於1503年5月10日发现了开曼群岛，命名為龜島（Las Tortugas；上面有很多龟）。但是，因为后来島上还发现了凯门鳄（caiman，发音为开曼），渐渐被叫做开曼群岛。哥伦布发现它之后，欧洲人並沒有立即开始殖民，只是逐渐有零星的海盗和被放逐者（部分来自奥利佛·克伦威尔的牙买加军）抵达这里。英国航海家法蘭西斯·德瑞克於1586年到达该岛。1670年与牙买加一起成为英国殖民地，归牙买加总督管辖。1962年牙买加独立后，转成英国海外領土。

## 地理

开曼群岛位于牙买加西北方268公里，迈阿密南方640公里的加勒比海中，由三个主要岛屿组成。大开曼岛面积最大，为220平方千米。另两个岛屿開曼布拉克和小开曼岛位于大开曼岛的东北约145千米处，面积分别为23平方公里和16平方公里，境内地势较低，平均海拔200米，主要是平原，周围有珊瑚礁。大开曼岛约有1/2是沼泽地。属热带气候，年平均气温24-30℃，年降水量1200毫米。

## 人口
| 開曼群島於2018年的族羣構成 | 開曼群島於2018年的族羣構成 | 開曼群島於2018年的族羣構成 | 開曼群島於2018年的族羣構成 | 開曼群島於2018年的族羣構成 |
| -------------------------- | -------------------------- | -------------------------- | -------------------------- | -------------------------- |
| 族裔                       | 族裔                       |                            | 比率                       | 比率                       |
| 混血                       | 混血                       |                            | 41.3%                      | 41.3%                      |
| 歐裔                       | 歐裔                       |                            | 24.1%                      | 24.1%                      |
| 非裔                       | 非裔                       |                            | 23.9%                      | 23.9%                      |
| 南亞裔                     | 南亞裔                     |                            | 8.1%                       | 8.1%                       |
| 其他                       | 其他                       |                            | 2.6%                       | 2.6%                       |

| 2021年人口國籍背景 | 2021年人口國籍背景 | 2021年人口國籍背景 | 2021年人口國籍背景 | 2021年人口國籍背景 |
| ------------------ | ------------------ | ------------------ | ------------------ | ------------------ |
| 國籍               | 國籍               |                    | 比例               | 比例               |
| 本地               | 本地               |                    | 31.6%              | 31.6%              |
| 牙買加             | 牙買加             |                    | 26.8%              | 26.8%              |
| 菲律賓             | 菲律賓             |                    | 8.2%               | 8.2%               |
| 美國               | 美國               |                    | 5.2%               | 5.2%               |
| 英國               | 英國               |                    | 4.7%               | 4.7%               |
| 洪都拉斯           | 洪都拉斯           |                    | 3.5%               | 3.5%               |
| 加拿大             | 加拿大             |                    | 3.0%               | 3.0%               |
| 古巴               | 古巴               |                    | 1.7%               | 1.7%               |
| 加勒比其他地方     | 加勒比其他地方     |                    | 2.4%               | 2.4%               |
| 其他               | 其他               |                    | 12.8%              | 12.8%              |

2021年10月开曼群岛统计人口約为71432人，2022估計更升至逾8萬，比2006年時的4.5萬人幾近倍增。開曼群島由此躍升為英國各海外領地中最多人口者。其中白人佔20%，黑人佔20%，混血佔40%，其他不同民族的移居者佔20%。居民多信奉基督教。大部分人口居住于大开曼岛上，而开曼布拉克岛上只有近2000居住，小开曼岛上则只有200人左右。大约有四分之一的人口在2004年飓风伊万之后因各种原因离开开曼群岛。
喬治敦位于大开曼岛的西海岸，是开曼群岛首府與最大的城市。

### 各区人口
根据经济与统计办公室的数据，2021年10月20日人口普查的最终结果为71432人；然而，根据该机构2022年末的一份人口报告，截至2022年底的估计人口为81546，具体分布如下：
| 区名         | 面积 （平方公里） | 人口 普查 2010 | 人口 普查 2021 | 人口 估计 2022年末 |
| ------------ | ----------------- | -------------- | -------------- | ------------------ |
| 威斯特湾     | 17.4              | 11,222         | 15,335         | 16,943             |
| 乔治敦       | 38.5              | 28,089         | 34,921         | 40,957             |
| 博登敦       | 50.5              | 10,543         | 14,845         | 16,957             |
| 诺斯赛德     | 39.4              | 1,479          | 1,902          | 2,110              |
| 伊斯特恩     | 51.1              | 1,407          | 1,846          | 2,274              |
| 大開曼总计   | 197.0             | 53,160         | 69,175         | 79,242             |
| 小开曼       | 26.0              | 197            | 182            |                    |
| 開曼布拉克   | 36.0              | 2,099          | 2,075          | 2,304              |
| 开曼群岛总计 | 259.0             | 55,456         | 71,432         | 81,546             |

## 经济
金融服务业和旅游业是主要经济收入。开曼群岛现於全球金融中心指數排名26，並是全球第四大離岸金融中心。
2004年，开曼群岛以人均收入43,800美元位居于加勒比海首位，本地货币开曼元与美元采用1.227美元等於1开曼元的固定汇率。
农业、工业不发达。主要生产建材、与旅游业相关的轻工产品和加工食品。主要作物是香蕉、花卉（特别是兰花）等供出口。糧食依賴进口。
金融服务业是最主要的经济收入。由于开曼政局稳定，无外汇限制，不收所得稅，外国大公司纷纷来岛上从事金融业务。到1997年6月，世界50家大银行中有47家在岛上设有分支机构。到1999年6月，在岛上注册的公司有4.1万多家，银行和信托机构590家，保险公司475家。
交通运输：公路全长406千米，其中304千米为柏油路。海运的主要港口是乔治敦。主要国际机场是位于大開曼的歐文·羅伯茨國際機場和位于開曼布拉克的吉拉德·史密斯機場。
财政金融：政府财政收入主要来自税收（入口稅、货物与劳务稅等）。
对外贸易：以旅游业和金融业收入以及国外汇款来弥补巨额的贸易赤字。主要進口机械、运输设备、燃料和食品。主要出口鱼类和花卉。
開曼群島亦是世界上的避税天堂之一。2009年開曼群島註冊避險基金總規模高達2.3兆美元，居全球之冠，當地人口不到5萬2千人，但公民所得高居全球第12名，被经济合作与发展组织列為協助非法避稅的黑名單地區。

### 免稅天堂

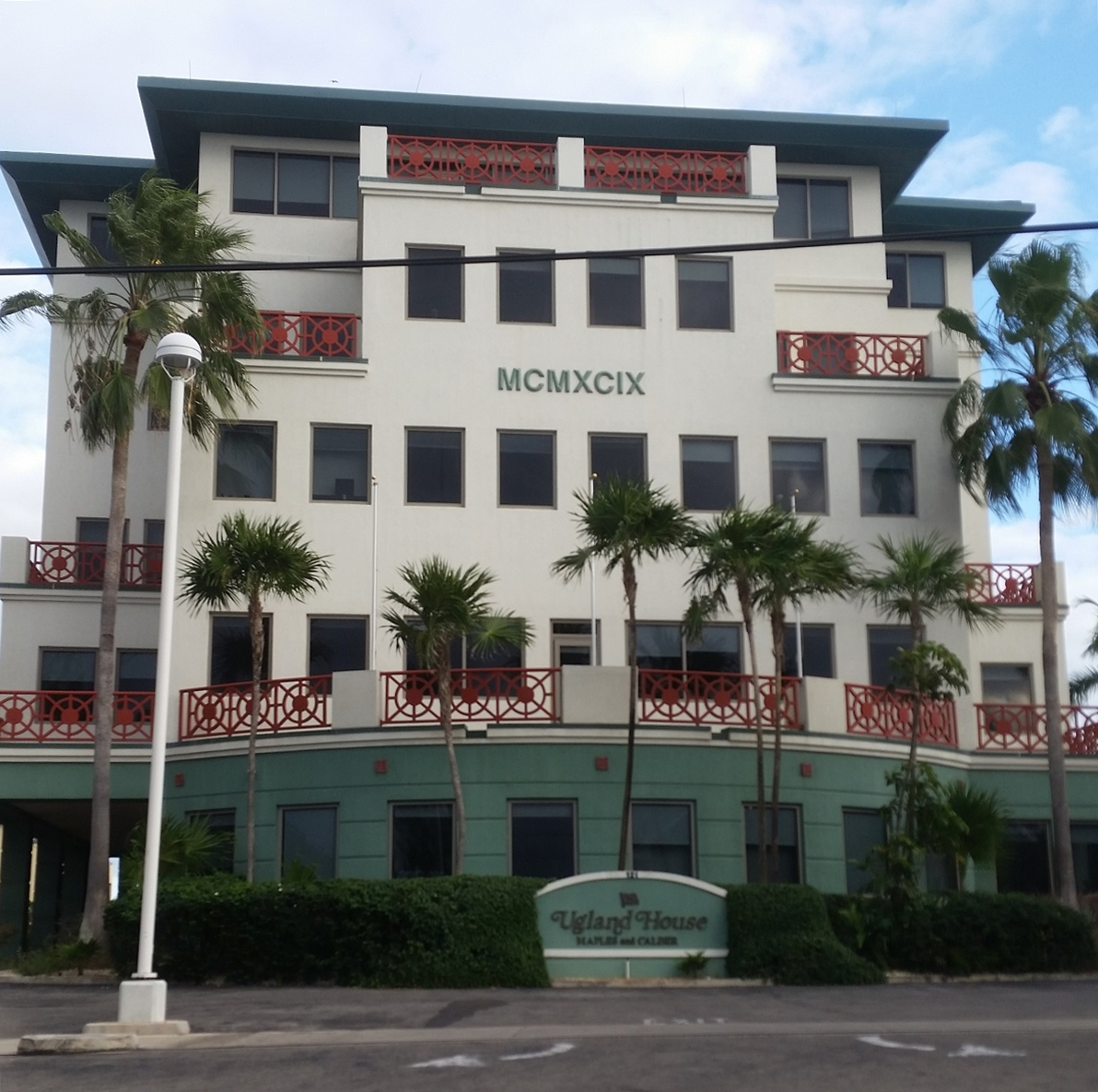
開曼群島的阿格蘭大廈是全球超過4萬家企業的註冊地址

由於法律规定，開曼群島豁免缴税义务，很多公司成立后，並不在开曼当地营业，也就是所謂的「紙上公司」。公司除了年度牌照费外不需申报和缴纳任何税项。所以无论是对个人、公司还是信托行业，开曼群岛都不征收任何直接税。另外，VIE股权模式，更增加了许多公司在此注册的吸引力，因为这样可以避开不少国家规定的相关外资投资公司的限制。政策的巨大优势，从而使开曼群岛成为全世界公司注册的最佳选择地。